# Feale
Il fiume Feale (in gaelico: Abhainn na Feile) nasce nel piccolo villaggio di Rockchapel, situato nella catena montuosa Mullaghareirk a nord della contea di Cork, nella parte sud-occidentale dell'Irlanda. Ha un percorso che procede verso nord-ovest e prima di riversarsi nelle acque dello Shannonn, passando per Ballyduff, attraversa le città di Abbeyfeale e Listowel (nella contea di Kerry).